# جوایز بت
جوایز بت (BET Awards) یک مراسم اهدای جوایز آمریکایی است که در سال ۲۰۰۱ توسط شبکه تلویزیونی بلک اینترتینمنت برای تجلیل از هنرمندان سیاه‌پوست و سایر اقلیت‌ها در موسیقی، فیلم، ورزش و امور خیریه تأسیس شد. این جوایز که سالانه اهدا می‌شوند، به صورت زنده از شبکه BET پخش می‌شوند. مراسم اهدای جوایز سالانه با اجرای هنرمندان برگزار می‌شود؛ برخی از جوایز که مورد توجه بیشتری قرار می‌گیرند، در یک مراسم تلویزیونی اهدا می‌شوند.
تندیس جایزه، که از سه کلمه الهام گرفته شده است (آرزو کردن، صعود کردن، و رسیدن) توسط هنرمند مجسمه‌ساز کارلوس رودریگز طراحی شده است.  اوت‌کست اولین جایزه را در اولین مراسم در سال ۲۰۰۱ از آن خود کرد. 